# 黑色名冊
《黑色名冊》（荷蘭語：Zwartboek）是一部2006年劇情電影，由保羅·范霍文執導，范氏跟赫拉德·苏特曼編劇。故事是由真人真事啟發，講述了第二次世界大戰末時一名荷蘭猶太人女子在纳粹军中當臥底的經歷。
該片2006年9月1日在威尼斯電影節首映，9月14日在荷蘭上映。本片是保罗·范霍文第二部在华公映的电影（第一部为机械战警）。
《黑色名冊》打破荷蘭片製作費最高紀錄，並是一部成功的商業電影。也是2006年荷蘭電影節取得最多獎項的電影。

## 劇情
黑色名冊是指荷兰一位律師Smaal的筆記本。Smaal是个叛徒，認識許多富有的猶太人，他們的資料都記在那本簿上。他与德军暗中勾结杀戮犹太富人并分赃。
Rachel Stein是一位美麗的猶太歌手。1944年的一天下午，軍隊來襲，將Stein匿藏的小屋炸毀。Stein跟一位船員離開。後來自稱是地下軍的Van Gein來找他們，說他可以帶兩人到解放區，並吩咐他們帶多些金錢，以應付之後的生活。Stein發現她的家人也接受了Van Gein安排，準備離開。德軍船隻突然出現，向船上的人開槍。只有Stein一人能逃走。
為了不讓別人認出她是猶太人，Stein將頭髮染成金色，並起了一個假名Ellis de Vries。後來，地下組織的首領Gerben Kuipers邀請Stein參與較危險的工作。
在一次任務裏，Stein在火車上遇到警方搜查。她帶着「行李」走到火車廂的前頭，遇上德國軍官Müntze。Müntze對Stein甚有好感。後來Gerben要求Stein當臥底。Stein成功進入德軍總部，和Müntze墜入愛河，並在該處得到一份工作。
Gerben等人在基地偷聽，得悉Van Gein和德軍合作，故意安排富有的猶太人「逃走」，實際上令他們送死，並和Franken私吞錢財。Gerben反對殺害Van Gein，怕德軍報仇。Stein很憤怒，Hans建議私下綁架Van Gein。綁架失敗，Van Gein被殺害了。
Müntze從Stein口中得知了Franken私吞財物的事，向上級Käutner報告。可是Müntze在Franken的辦公室找不到贓物，Franken卻在此時反咬一口，向Käutner報告Müntze跟地下組織談判一事。跟敵人談判是叛國罪，Käutner判Müntze死刑。
Van Gein一死，德軍決定處決一些地下軍的人。Hans等一行人劫獄，不料原來中計，只有Hans和另一人逃出。Gerben誤會Stein出賣他們。
另一方面，Franken不知從甚麼渠道，知道Stein的事。Stein也下獄。一個德國軍官救出了Müntze和Stein。戰爭結束後，Müntze和Stein找到Smaal，Smaal拿出其筆記本，原來他已研究過此事。Smaal夫婦在出門之際被殺害，Müntze和Stein都被捉走了。Müntze被處決，Stein則被視為叛徒，送到一個監獄。那裏的人對為納粹做事的人恨之入骨，以種種不人道手段對他們。此時，Hans已升為軍官，被視為英雄，他出現並帶走Stein。
Hans居然想殺害Stein，但Stein逃走了。Stein看了Smaal的筆記本，發現竟是Hans出賣地下軍。Stein找到Gerben，和他一起捉到了Hans。
多年後，Stein定居以色列。她結了婚，有兩個孩子，並是一名教師。

## 角色
- 卡里斯·范·豪滕 飾演 艾利斯（Ellis de Vries），真名瑞秋·史坦（Rachel Stein）
- 塞巴斯蒂安科赫 飾演 蒙茲（Ludwig Müntze）
- Thom Hoffman 飾演 韓斯（Hans Akkermans）
- Halina Reijn 飾演 蘿妮（Ronnie）
- Waldemar Kobus 飾演 法蘭肯（Günther Franken）
- Derek de Lint 飾演 葛賓（Gerben Kuipers）
- Christian Berkel 飾演 上將（general Käutner）
- Dolf de Vries 飾演 史默先生（Mr. Smaal）
- Peter Blok 飾演 范葛恩（Mr. Van Gein）
- Michiel Huisman 飾演 羅伯（Rob）
- Ronald Armbrust 飾演 提姆（Tim Kuipers，Gerben Kuipers之子，地下組織成員）
- Frank Lammers 飾演 Kees（地下組織成員）
- 馬提亞斯·修奈爾 飾演 Joop（地下組織成員）
- Johnny de Mol 飾演 Theo（地下組織成員）
- Xander Straat 飾演 Maarten（地下組織成員）

## 製作
范霍文和Gerard Soeteman為了這個以二戰為主題的編本合作了十五年，直到約2000年，他們才解決了一個關鍵的問題。他們的解法是將主角由男性改為女性。
范霍文強調他顯示出「人性沒有非黑即白」。
《黑色名冊》跟范霍文另一部談二戰的電影《青蔥歲月》不同，前者虛構，後者是真人真事改編。但范霍文強調許多事件都是基於史實，包括德軍總部的位置、有猶太人嘗試越過荷蘭南部邊境但中了德國警方的計一事。有些事亦和范氏的成長有關。他生於1938年，二戰期間在海牙度過。